# Enrique García Ojeda
Enrique García Ojeda (ur. 21 stycznia 1972 w Los Corrales de Buelna) – hiszpański kierowca rajdowy. W swojej karierze zwyciężył w serii Intercontinental Rally Challenge, a także był mistrzem Europy Zachodniej.
Swój debiut rajdowy García Ojeda zaliczył w 1996 roku. W 2003 roku zadebiutował w Rajdowych Mistrzostwach Świata. Pilotowany przez Juana Carlosa Villegasa i jadący Peugeotem 106 Rallye zajął wówczas 33. miejsce w Rajdzie Katalonii. W 2005 roku był 18. w Rajdzie Katalonii, co jest jego największym sukcesem w Mistrzostwach Świata.
W 2004 roku García Ojeda wywalczył rajdowe mistrzostwo Europy Zachodniej. Zdobył 130 punktów, dzięki zajęciu 2. miejsca w Rajdzie Asturii i wygraniu Rajdu Wysp Kanaryjskich. Z kolei w 2007 roku został zwyciężył w serii Intercontinental Rally Challenge. Nie wygrał żadnego rajdu w IRC, ale czterokrotnie zajmował 2. miejsca: w Rajdzie Ypres, Rajdzie Rosji, Rajdzie Barum i Rajdzie Valais. W 2008 roku został mistrzem Hiszpanii (wygrał Rajd Kantabrii, Rajd Rías Baixas, Rajd Asturii i Rajd Sierra Morena).

## Występy w mistrzostwach świata
| Sezon | Zespół               | Samochód                              | 1      | 2       | 3      | 4             | 5      | 6         | 7         | 8             | 9             | 10        | 11      | 12              | 13              | 14              | 15 | 16        | Punkty | Miejsce |
| ----- | -------------------- | ------------------------------------- | ------ | ------- | ------ | ------------- | ------ | --------- | --------- | ------------- | ------------- | --------- | ------- | --------------- | --------------- | --------------- | -- | --------- | ------ | ------- |
| 1998  | JLM Team             | Peugeot 106 Rallye                    | Monako | Szwecja | Kenia  | Portugalia    | 33     | Francja   | Argentyna | Grecja        | Nowa Zelandia | Finlandia | Włochy  | Australia       | Wielka Brytania |                 |    |           | 0      | -       |
| 1999  | JLM Team             | Peugeot 106 Rallye                    | Monako | Szwecja | Kenia  | Portugalia    | NU     | Francja   | Argentyna | Grecja        | Nowa Zelandia | Finlandia |         | Włochy          | Australia       | Wielka Brytania |    |           | 0      | -       |
| 2000  | JLM Team             | Peugeot 106 Rallye                    | Monako | Szwecja | Kenia  | Portugalia    | 34     | Argentyna | Grecja    | Nowa Zelandia | Finlandia     | Cypr      | Francja | Włochy          | Australia       | Wielka Brytania |    |           | 0      | -       |
| 2005  | Enrique García Ojeda | Peugeot 206 RC Subaru Impreza WRX STI | Monako | Szwecja | Meksyk | Nowa Zelandia | Włochy | Cypr      | Turcja    | Grecja        | Argentyna     | Finlandia | 26      | Wielka Brytania | Japonia         | Francja         | 18 | Australia | 0      | -       |